# Bischwihr
Ne doit pas être confondu avec Bischwiller.
Bischwihr [biʃviʁ] est une commune française située dans la circonscription administrative du Haut-Rhin et, depuis le 1er janvier 2021, dans le territoire de la Collectivité européenne d'Alsace, en région Grand Est.
Cette commune se trouve dans la région historique et culturelle d'Alsace.
Depuis 1996, elle est jumelée avec la commune de Bahlingen am Kaiserstuhl (Baden-Württemberg, Allemagne).
Ses habitants sont appelés les Bischwihrois et les Bischwihroises.

## Géographie

### Localisation
Village du canton de Colmar-2 et de l'arrondissement de Colmar-Ribeauvillé, sur la Blind et près de la route départementale 415 de Colmar à Neuf-Brisach.
| Porte du Ried | Wickerschwihr | Muntzenheim |
|               | Bischwihr     |             |
| Horbourg-Wihr | Andolsheim    | Fortschwihr |

### Hydrographie

#### Réseau hydrographique
La commune est dans le bassin versant du Rhin au sein du bassin Rhin-Meuse. Elle est drainée par le canal de Colmar,.
Le canal de Colmar, d'une longueur de 14 km, est un canal, chenal non navigable qui relie la commune de Kunheim à Artzenheim, où il se jette dans le canal du Rhône au Rhin. 

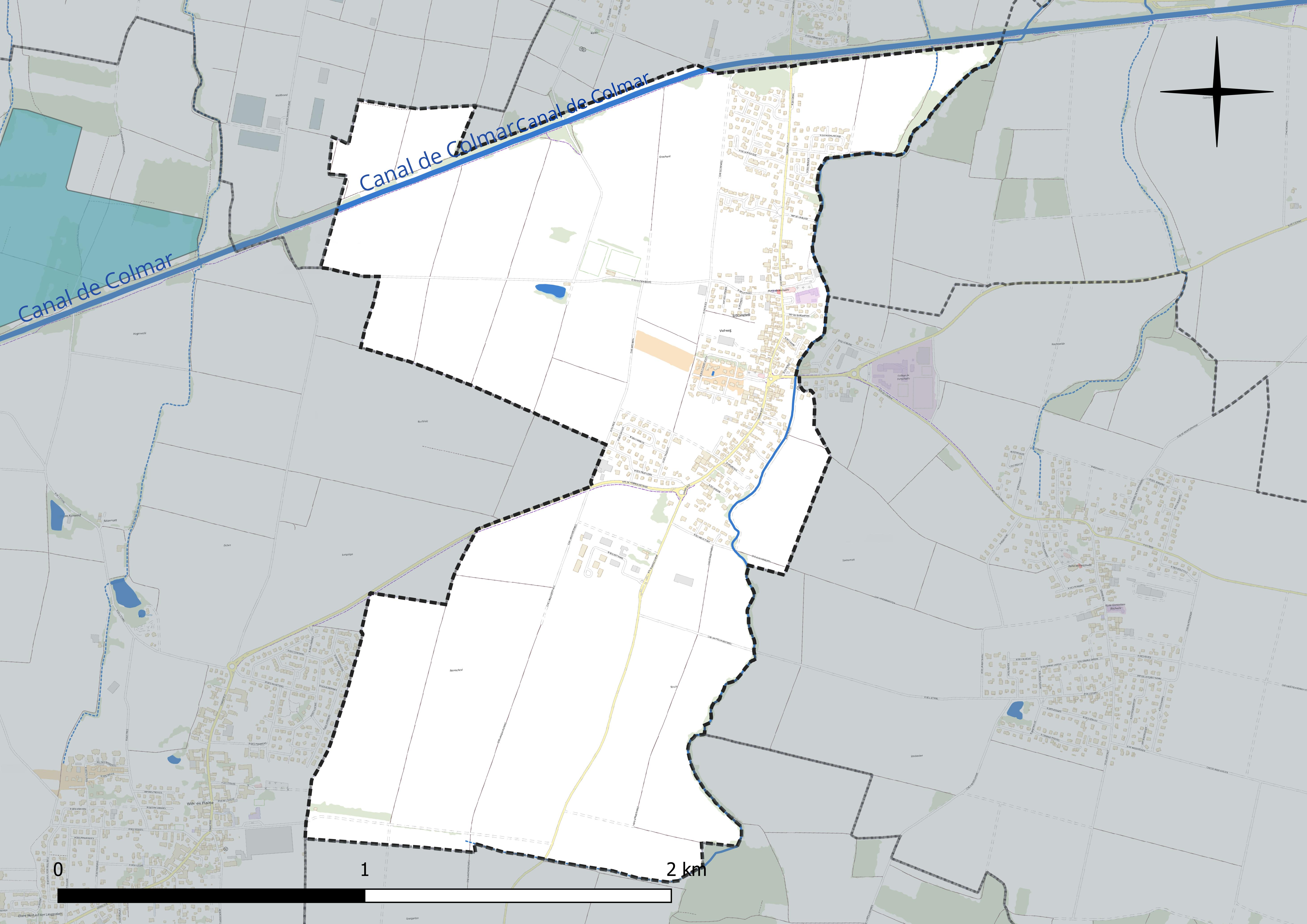
Réseau hydrographique de Bischwihr.

#### Gestion et qualité des eaux
Le territoire communal est couvert par le schéma d'aménagement et de gestion des eaux (SAGE) « Ill Nappe Rhin ». Ce document de planification concerne la nappe phréatique rhénane, les cours d'eau de la plaine d'Alsace et du piémont oriental du Sundgau, les canaux situés entre l'Ill et le Rhin et les zones humides de la plaine d'Alsace. Le périmètre s’étend sur 3 596 km2. Il a été approuvé le 17 janvier 2005. La structure porteuse de l'élaboration et de la mise en œuvre est la région Grand Est. 
La qualité des cours d’eau peut être consultée sur un site dédié géré par les agences de l’eau et l’Agence française pour la biodiversité. 

### Climat
Pour des articles plus généraux, voir Climat du Grand Est et Climat du Haut-Rhin.
En 2010, le climat de la commune est de type climat océanique altéré, selon une étude du Centre national de la recherche scientifique s'appuyant sur une série de données couvrant la période 1971-2000. En 2020, Météo-France publie une typologie des climats de la France métropolitaine dans laquelle la commune est exposée à un climat semi-continental et est dans la région climatique  Alsace, caractérisée par une pluviométrie faible, particulièrement en automne et en hiver, un été chaud et bien ensoleillé, une humidité de l’air basse au printemps et en été, des vents faibles et des brouillards fréquents en automne (25 à 30 jours). 
Pour la période 1971-2000, la température annuelle moyenne est de 10,5 °C, avec une amplitude thermique annuelle de 17,9 °C. Le cumul annuel moyen de précipitations est de 579 mm, avec 7,7 jours de précipitations en janvier et 8,9 jours en juillet. Pour la période 1991-2020, la température moyenne annuelle observée sur la station météorologique de Météo-France la plus proche, « Colmar-Inra », sur la commune de Colmar à 6 km à vol d'oiseau, est de 11,3 °C et le cumul annuel moyen de précipitations est de 558,0 mm. 
La température maximale relevée sur cette station est de 39,6 °C, atteinte le 13 août 2003 ; la température minimale est de −22,5 °C, atteinte le 22 février 1986,,. 
Les paramètres climatiques de la commune ont été estimés pour le milieu du siècle (2041-2070) selon différents scénarios d'émission de gaz à effet de serre à partir des nouvelles projections climatiques de référence DRIAS-2020. Ils sont consultables sur un site dédié publié par Météo-France en novembre 2022.

## Urbanisme

### Typologie
Au 1er janvier 2024, Bischwihr est catégorisée commune rurale à habitat dispersé, selon la nouvelle grille communale de densité à sept niveaux définie par l'Insee en 2022.
Elle appartient à l'unité urbaine de Porte du Ried, une agglomération intra-départementale regroupant trois  communes, dont elle est une commune de la banlieue,,. Par ailleurs la commune fait partie de l'aire d'attraction de Colmar, dont elle est une commune de la couronne,. Cette aire, qui regroupe 95 communes, est catégorisée dans les aires de 50 000 à moins de 200 000 habitants,.

### Occupation des sols
L'occupation des sols de la commune, telle qu'elle ressort de la base de données européenne d’occupation biophysique des sols Corine Land Cover (CLC), est marquée par l'importance des territoires agricoles (86 % en 2018), en diminution par rapport à 1990 (88 %). La répartition détaillée en 2018 est la suivante : 
terres arables (86 %), zones urbanisées (13,9 %), forêts (0,1 %). L'évolution de l’occupation des sols de la commune et de ses infrastructures peut être observée sur les différentes représentations cartographiques du territoire : la carte de Cassini (XVIIIe siècle), la carte d'état-major (1820-1866) et les cartes ou photos aériennes de l'IGN pour la période actuelle (1950 à aujourd'hui).

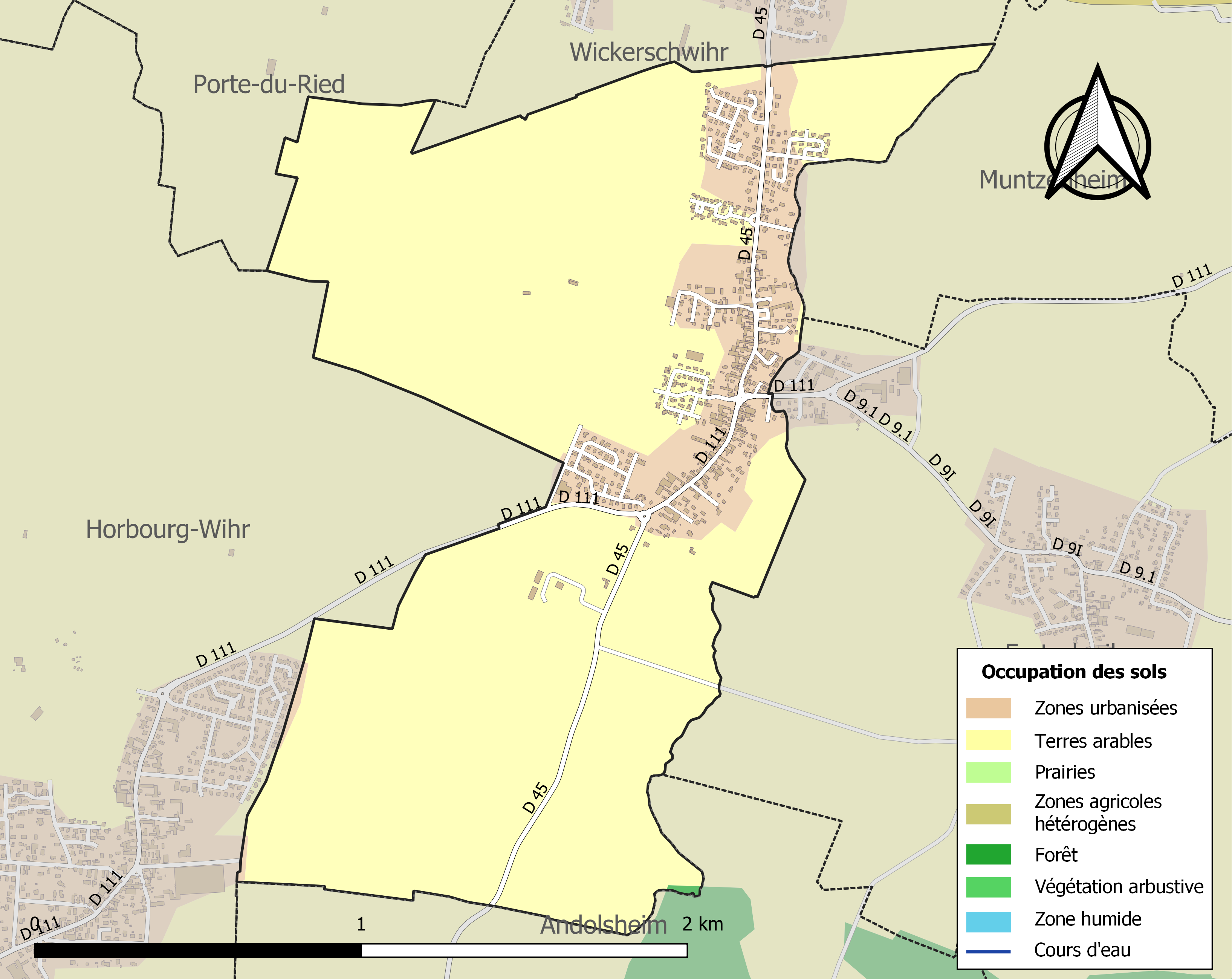
Carte des infrastructures et de l'occupation des sols de la commune en 2018 (CLC).

## Voies de communication et transports

### Les busTrace
|    |  | Parcours                                                      | Arrêts dans la commune                      |
| -- |  | ------------------------------------------------------------- | ------------------------------------------- |
| 9  |  | Sundhoffen Centre – Place du 1er février - Fortschwihr Etangs | Ried, Bischwihr Centre                      |
| 20 |  | Fortschwihr Etangs – Vauban - Théâtre - Gare                  | Ried, Bischwihr Centre                      |
| 24 |  | Grussenheim / Riedwihr – Théâtre - Gare                       | Bosquet, Bischwihr Mairie, Bischwihr Centre |

## Toponymie
- Bischoveswilre, XIIe siècle ;
- Pischwir en 1750, carte Cassini ;
- Bischwir en 1790 ;
- Bischweyer en allemand au XVIIIe ;
- Bischweier en allemand en 1870.

## Histoire
Le village se trouve sur l'emplacement d'une ancienne route gauloise, comme en témoignent quelques bornes milliaires qui jalonnent encore la contrée. Au XIIe siècle, le village est une dépendance de l'évêque de Bâle et ce n'est qu'à partir de cette époque que le village est nommé précisément. L'évêque y perçoit la dîme et y possède des terres.  Des couvents sont également possessionnés dans le bourg : celui de Sainte-Croix-en-Plaine, d'Unterlinden et de Sainte Catherine à Colmar, de même que le chapitre Saint-Martin, les chevaliers et les dominicaines et les chevaliers de Saint-Jean. Plus tard, c'est le seigneur de Horbourg qui administre le village. Puis vers 1324, le village passe entre les mains des comtes de Wurtemberg qui le confient en fief au Seigneur de Ribeaupierre qui à leur tour le cèdent aux nobles de la famille des Rathsamhausen. En 1400, les Horbourg confient de nouveau le village à Smassman de Ribeaupierre.  Au début du XVIe siècle, le Dinghof - cour domaniale - est aux mains de Jacques de Rottemburg et de sa femme. La Réforme est introduite dans le village jusqu'alors catholique en 1536. La reconquête catholique n'a lieu qu'à partir de 1687 après la guerre de Trente Ans. L'intendant de Louis XIV, Louvois, exige le patronage sur l'église, ce qui contraint les protestants à se rendre dans le village voisin de Fortschwihr pour assister au culte. Pendant la Seconde Guerre mondiale, le village est l'objet de violents bombardements lors des combats de la poche de Colmar, en 1945.

## Politique et administration

### Découpage territorial
La commune de Bischwihr est membre de l'intercommunalité Colmar Agglomération, un établissement public de coopération intercommunale (EPCI) à fiscalité propre créé le 24 octobre 2003 dont le siège est à Colmar. Ce dernier est par ailleurs membre d'autres groupements intercommunaux.
Sur le plan administratif, elle est rattachée à l'arrondissement de Colmar-Ribeauvillé, à la circonscription administrative de l'État du Haut-Rhin, en tant que circonscription administrative de l'État, et à la région Grand Est. 
Sur le plan électoral, elle dépendait jusqu'en 2020 du  canton de Colmar-2 pour l'élection des conseillers départementaux au sein du conseil départemental du Haut-Rhin. Depuis le 1er janvier 2021, elle dépend du même canton pour l'élection des conseillers d'Alsace au sein de la collectivité européenne d'Alsace.

### Chronologie des maires
| Période                                  | Période                   | Identité                                                | Étiquette | Qualité                         |
| ---------------------------------------- | ------------------------- | ------------------------------------------------------- | --------- | ------------------------------- |
| 1945                                     | 1977                      | Edouard Utard                                           |           |                                 |
| 1977                                     | 1989                      | Gérard Reech                                            |           |                                 |
| 1989                                     | 2001                      | André Ringler                                           |           |                                 |
| 2001                                     | 2008                      | Gabriel Spenlehauer                                     |           |                                 |
| 2008                                     | En cours (au 31 mai 2020) | Marie-Joseph Helmlinger Réélue pour le mandat 2020-2026 |           | Responsable maintenance process |
| Les données manquantes sont à compléter. |                           |                                                         |           |                                 |

## Population et société

### Démographie
L'évolution du nombre d'habitants est connue à travers les recensements de la population effectués dans la commune depuis 1793. Pour les communes de moins de 10 000 habitants, une enquête de recensement portant sur toute la population est réalisée tous les cinq ans, les populations de référence des années intermédiaires étant quant à elles estimées par interpolation ou extrapolation. Pour la commune, le premier recensement exhaustif entrant dans le cadre du nouveau dispositif a été réalisé en 2004.

En 2022, la commune comptait 1 192 habitants, en évolution de +19,2 % par rapport à 2016 (Haut-Rhin : +0,66 %, France hors Mayotte : +2,11 %).
| 1793 | 1800 | 1806 | 1821 | 1831 | 1836 | 1841 | 1846 | 1851 |
| ---- | ---- | ---- | ---- | ---- | ---- | ---- | ---- | ---- |
| 186  | 216  | 250  | 357  | 420  | 445  | 417  | 406  | 440  |

| 1856 | 1861 | 1866 | 1871 | 1875 | 1880 | 1885 | 1890 | 1895 |
| ---- | ---- | ---- | ---- | ---- | ---- | ---- | ---- | ---- |
| 416  | 402  | 432  | 410  | 387  | 397  | 392  | 372  | 364  |

| 1900 | 1905 | 1910 | 1921 | 1926 | 1931 | 1936 | 1946 | 1954 |
| ---- | ---- | ---- | ---- | ---- | ---- | ---- | ---- | ---- |
| 357  | 374  | 339  | 317  | 302  | 319  | 323  | 270  | 321  |

| 1962 | 1968 | 1975 | 1982 | 1990 | 1999 | 2004 | 2006 | 2009 |
| ---- | ---- | ---- | ---- | ---- | ---- | ---- | ---- | ---- |
| 387  | 350  | 390  | 556  | 598  | 816  | 900  | 919  | 978  |

| 2014 | 2019  | 2022  | - | - | - | - | - | - |
| ---- | ----- | ----- | - | - | - | - | - | - |
| 947  | 1 118 | 1 192 | - | - | - | - | - | - |

### Vie associative
- Amicale des classes 1948/49/50
- Association Sportive de Tennis de Table
- Chorale St Cecile
- Club les petites croix du ried brun
- Conseil de fabrique
- Football club
- Foyer club
- Pecheurs du ried
- Petanque club
- Sapeurs Pompiers Volontaire
- Amicale des sapeurs pompiers
- Société de quilles Espérance

## Culture locale et patrimoine

### Lieux et monuments
- Maison de 1755, 55 Grand-Rue.
- Église Saint-Joseph (1851).

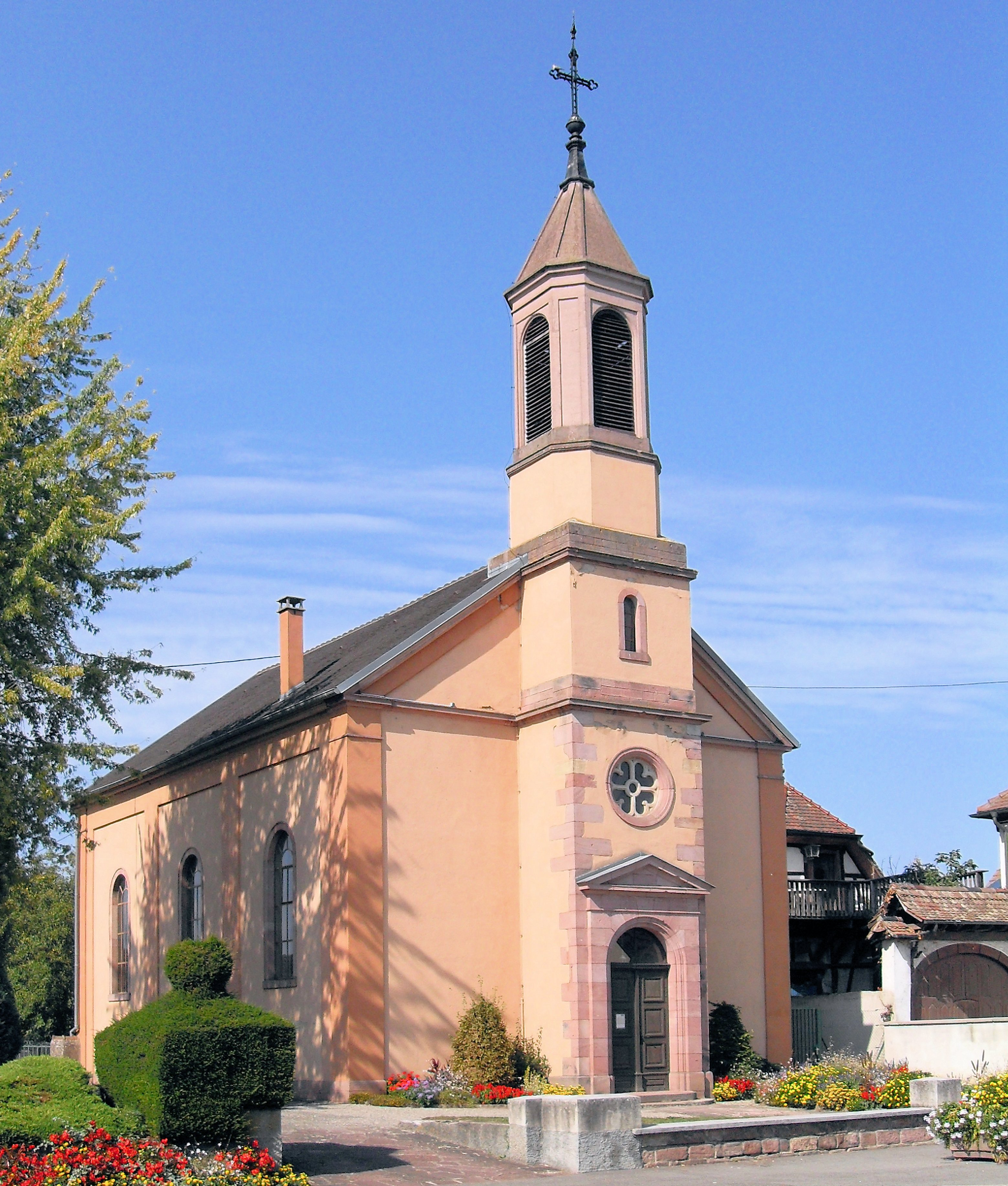
L'église protestante.
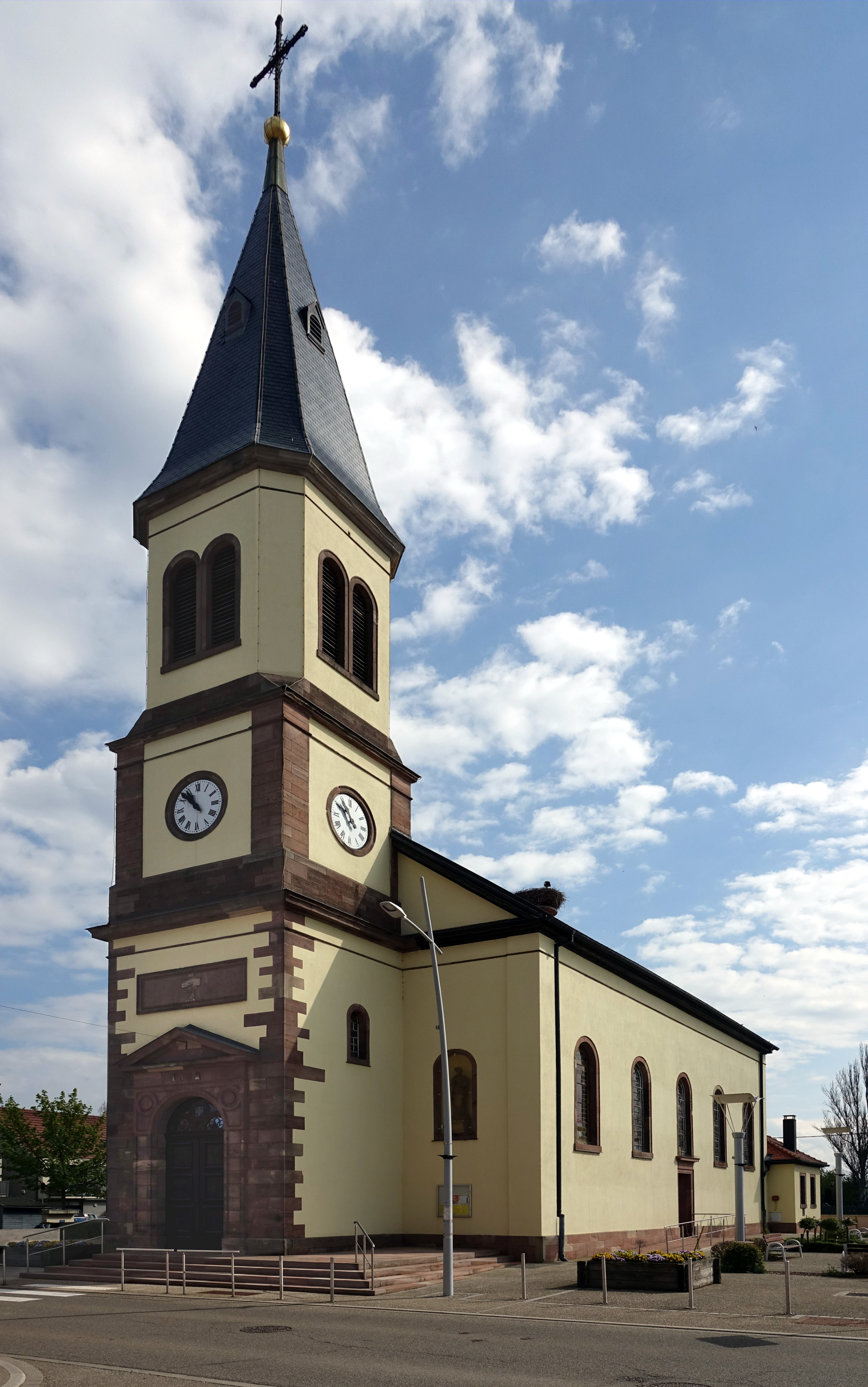
L'église catholique Saint-Joseph.
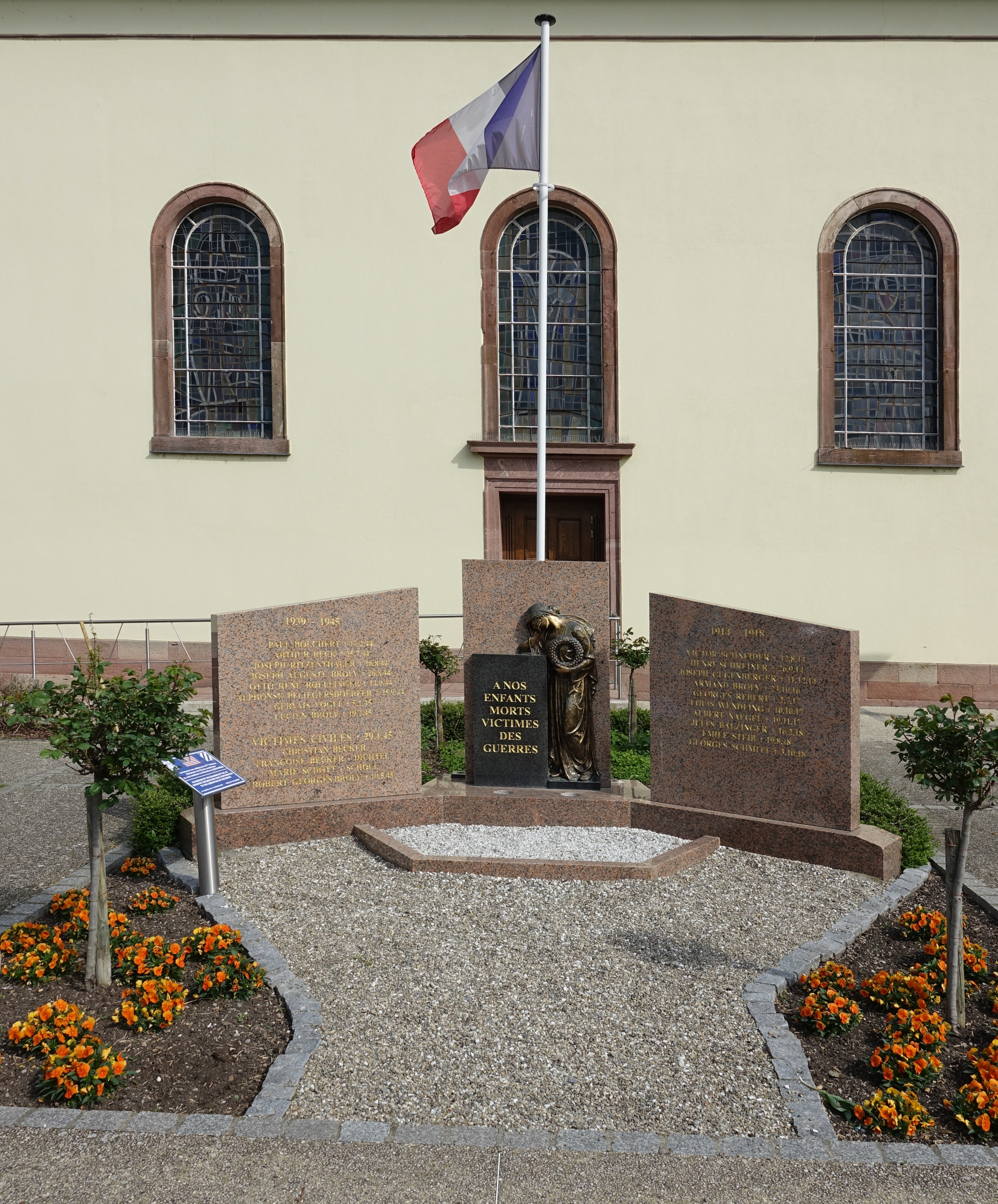
Monument aux morts des Première et Seconde Guerres mondiales.

### Personnalités liées à la commune
- Charles Vogel (1878-1958), évêque en Chine

### Héraldique
| Blason de Bischwihr | Les armes de Bischwihr se blasonnent ainsi : « D'or à la croix de gueules, cantonnée de quatre lionceaux de sable. » |